# Swietłana Gładyszewa
Swietłana Aleksiejewna Gładyszewa (ros. Светлана Алексеевна Гладышева, ur. 13 września 1971 w Ufie) – rosyjska narciarka alpejska, wicemistrzyni olimpijska, brązowa medalistka mistrzostw świata oraz mistrzyni świata juniorek.

## Kariera
Pierwszy raz na arenie międzynarodowej Swietłana Gładyszewa pojawiła się w kwietniu 1989 roku, podczas mistrzostw świata juniorów w Aleyska. Wystartowała tam w trzech konkurencjach, najlepszy wynik osiągając w biegu zjazdowym, który ukończyła na jedenastym miejscu. Na rozgrywanych rok później mistrzostwach świata juniorów w Zinal zdobyła dwa medale. Najpierw zwyciężyła w zjeździe, wyprzedzając Katję Seizinger z RFN i swą rodaczkę, Warwarę Zielenską. Dzień później zdobyła srebrny medal w supergigancie, ulegając tylko Seizinger.
W zawodach Pucharu Świata zadebiutowała 8 sierpnia 1989 roku w Las Leñas, zajmując 23. miejsce w zjeździe. Pierwsze punkty (w sezonach 1980–1991 punktowało tylko piętnaście najlepszych zawodniczek) wywalczyła 14 stycznia 1990 roku w Haus im Ennstal gdzie zajęła piętnaste miejsce w kombinacji. Na podium zawodów tego cyklu po raz pierwszy stanęła 9 marca 1991 roku w Lake Louise, zajmując trzecie miejsce w zjeździe. W zawodach tych wyprzedziły ją tylko Austriaczka Sabine Ginther oraz Chantal Bournissen ze Szwajcarii. W kolejnych latach jeszcze dwukrotnie stawała na podium: 11 stycznia 1992 roku w Schruns była ponownie trzecia w zjeździe, a 7 grudnia 1996 roku w Vail była najlepsza w supergigancie. Najlepsze wyniki osiągnęła w sezonie 1996/1997, kiedy zajęła 25. miejsce w klasyfikacji generalnej, a w klasyfikacji supergiganta była ósma.
Na przełomie stycznia i lutego 1991 roku wystartowała na mistrzostwach świata w Saalbach-Hinterglemm, gdzie zdobyła brązowy medal w zjeździe. Lepsze okazały się tam tylko Austriaczka Petra Kronberger oraz Francuzka Nathalie Bouvier. Na tych samych mistrzostwach wystartowała także w gigancie, jednak nie ukończyła rywalizacji. Na rozgrywanych dwa lata później mistrzostwach świata w Morioce była szesnasta w supergigancie, a podczas mistrzostw świata w Sestriere w 1997 roku zajęła czternaste miejsce w zjeździe. W 1992 roku wystąpiła na igrzyskach olimpijskich w Albertville, gdzie jej najlepszym wynikiem było ósme miejsce w biegu zjazdowym. Największy sukces osiągnęła podczas igrzysk w Lillehammer w 1994 roku, gdzie wywalczyła srebrny medal w supergigancie. W zawodach tych rozdzieliła na podium Diann Roffe z USA oraz Włoszkę Isolde Kostner. Był to dopiero drugi w historii medal olimpijski w narciarstwie alpejskim wywalczony przez rosyjską alpejkę. Podczas ZIO w Cortina d'Ampezzo w 1956 roku Jewgienija Sidorowa wywalczyła w barwach ZSRR brązowy medal w gigancie. Gładyszewa brała również udział w igrzyskach olimpijskich w Nagano w 1998 roku, zajmując piąte miejsce w zjeździe i trzynaste w supergigancie. Na przełomie 1998 i 1999 roku zakończyła karierę.
W 1994 roku została odznaczona Orderem Przyjaźni Narodów, a w 2014 roku otrzymała Order Honoru. Od 2010 roku jest prezydentem Rosyjskiej Federacji Narciarskiej.

## Osiągnięcia

### Igrzyska olimpijskie
| Miejsce | Dzień     | Rok  | Miejscowość | Konkurencja | Czas biegu | Strata     | Zwyciężczyni       |
| ------- | --------- | ---- | ----------- | ----------- | ---------- | ---------- | ------------------ |
| 12.     | 13 lutego | 1992 | Albertville | Kombinacja  | 2,55 pkt   | +58,70 pkt | Petra Kronberger   |
| 8.      | 15 lutego | 1992 | Albertville | Zjazd       | 1:52,55    | +1,30      | Kerrin Lee-Gartner |
| 25.     | 18 lutego | 1992 | Albertville | Supergigant | 1:21,22    | +5,29      | Deborah Compagnoni |
| 8.      | 19 lutego | 1994 | Lillehammer | Zjazd       | 1:35,93    | +2,17      | Katja Seizinger    |
| 2.      | 15 lutego | 1994 | Lillehammer | Supergigant | 1:22,15    | +0,29      | Diann Roffe        |
| 13.     | 11 lutego | 1998 | Nagano      | Supergigant | 1:18,02    | +0,80      | Picabo Street      |
| 5.      | 16 lutego | 1998 | Nagano      | Zjazd       | 1:29,89    | +0,61      | Katja Seizinger    |

### Mistrzostwa świata
| Miejsce | Dzień       | Rok  | Miejscowość   | Konkurencja | Czas biegu | Strata | Zwyciężczyni       |
| ------- | ----------- | ---- | ------------- | ----------- | ---------- | ------ | ------------------ |
| 3.      | 26 stycznia | 1991 | Saalbach      | Zjazd       | 1:29,12    | +1,25  | Petra Kronberger   |
| DNS     | 31 stycznia | 1991 | Saalbach      | Kombinacja  | 26,45 pkt  | -      | Chantal Bournissen |
| DNS     | 1 lutego    | 1991 | Saalbach      | Slalom      | 1:25,90    | -      | Vreni Schneider    |
| DNS1    | 2 lutego    | 1991 | Saalbach      | Gigant      | 2:07,45    | -      | Pernilla Wiberg    |
| 22.     | 29 stycznia | 1991 | Saalbach      | Supergigant | 1:08,72    | +2,52  | Ulrike Maier       |
| DNS     | 10 lutego   | 1993 | Morioka       | Gigant      | 2:17,59    | -      | Carole Merle       |
| 16.     | 11 lutego   | 1993 | Morioka       | Zjazd       | 1:27,38    | +1,47  | Kate Pace          |
| 30.     | 14 lutego   | 1993 | Morioka       | Supergigant | 1:33,52    | +2,94  | Katja Seizinger    |
| 31.     | 12 lutego   | 1996 | Sierra Nevada | Supergigant | 1:21,00    | +3,42  | Isolde Kostner     |
| 17.     | 18 lutego   | 1996 | Sierra Nevada | Zjazd       | 1:54,06    | +2,45  | Picabo Street      |
| 25.     | 22 lutego   | 1996 | Sierra Nevada | Gigant      | 2:10,74    | +14,37 | Deborah Compagnoni |
| 21.     | 24 lutego   | 1996 | Sierra Nevada | Slalom      | 1:31,46    | +11,30 | Pernilla Wiberg    |
| DNS2    | 9 lutego    | 1997 | Sestriere     | Gigant      | 2:39,19    | -      | Hilary Lindh       |
| 14.     | 11 lutego   | 1997 | Sestriere     | Supergigant | 1:23,50    | +1,83  | Isolde Kostner     |
| 19.     | 15 lutego   | 1997 | Sestriere     | Zjazd       | 1:41,18    | +2,87  | Hilary Lindh       |

### Mistrzostwa świata juniorów
| Miejsce | Dzień      | Rok  | Miejscowość | Konkurencja | Czas biegu | Strata | Zwyciężczyni          |
| ------- | ---------- | ---- | ----------- | ----------- | ---------- | ------ | --------------------- |
| 11.     | 5 kwietnia | 1989 | Aleyska     | Zjazd       | 1:31,91    | +1,69  | Sabine Ginther        |
| 19.     | 7 kwietnia | 1989 | Aleyska     | Slalom      | 1:41,48    | +7,47  | Gabriela Zingre       |
| 30.     | 8 kwietnia | 1989 | Aleyska     | Gigant      | 2:09,19    | +10,05 | Kimberly Schmidinger  |
| 1.      | 21 marca   | 1990 | Zinal       | Zjazd       | 1:25,48    | -      | -                     |
| 2.      | 22 marca   | 1990 | Zinal       | Supergigant | 1:10,12    | +0,13  | Katja Seizinger       |
| 15.     | 23 marca   | 1990 | Zinal       | Gigant      | 2:23,17    | +4,64  | Manuela Umele         |
| 17.     | 24 marca   | 1990 | Zinal       | Slalom      | 1:06,79    | +7,07  | Katrin Neuenschwander |

### Puchar Świata

#### Miejsca w klasyfikacji generalnej
- sezon 1989/1990: 81.
- sezon 1990/1991: 33.
- sezon 1991/1992: 37.
- sezon 1992/1993: 91.
- sezon 1993/1994: 50.
- sezon 1994/1995: 58.
- sezon 1995/1996: 65.
- sezon 1996/1997: 25.
- sezon 1997/1998: 62.

#### Miejsca na podium
1. Lake Louise – 9 marca 1991 (zjazd) – 3. miejsce
2. Schruns – 11 stycznia 1992 (zjazd) – 3. miejsce
3. Vail – 7 grudnia 1996 (supergigant) – 1. miejsce